# Arizona (Atlántida)
Pour les articles homonymes, voir Arizona (homonymie).
Arizona  est une municipalité du Honduras, située dans le département d'Atlántida. Elle est fondée le 24 janvier 1990.
Les villages de Cangelica, Chiquito, El Cedro, El Coco, El Retiro, Hicaque, Jilamo, Las Palmas, Los Bolos, Matarras, Mezapa, Mojiman, Oropendolas, Planes de Hicaque, Quebradas de Arena, Santa Maria, Uluasito y Zapote sont situés dans la municipalité d'Arizona.

## Crédit d'auteurs
- (en) Cet article est partiellement ou en totalité issu de l’article de Wikipédia en anglais intitulé « Arizona, Atlántida » (voir la liste des auteurs).